# Sheldon (Devon)
Sheldon è un villaggio e parrocchia civile dell'Inghilterra, appartenente alla contea del Devon.